# Manjung (Wonogiri)
Manjung is een bestuurslaag in het regentschap Wonogiri van de provincie Midden-Java, Indonesië. Manjung telt 2904 inwoners (volkstelling 2010).